# Takumi Nakamura
Takumi Nakamura (中村 拓海 Nakamura Takumi?, Oita, 16 de marzo de 2001) es un futbolista japonés que juega como defensa en el Cerezo Osaka de la J1 League.

## Trayectoria
En 2019 se unió al F. C. Tokyo. Tras tres años en el club, a finales de 2021 se comprometió con el Yokohama FC. Allí estuvo otras tres campañas y para 2025 se unió al Cerezo Osaka.

## Clubes
| Club         | País  | Año       |
| ------------ | ----- | --------- |
| F. C. Tokyo  | Japón | 2019-2021 |
| Yokohama FC  | Japón | 2022-2024 |
| Cerezo Osaka | Japón | 2025-     |

## Palmarés

### Títulos nacionales
| Título         | Club        | País  | Año  |
| -------------- | ----------- | ----- | ---- |
| Copa J. League | F. C. Tokyo | Japón | 2020 |